# Indivíduo de valor útil ultra-elevado
Indivíduos de valor útil ultra-elevado (UHNWI) são definidos como tendo um patrimônio líquido de pelo menos trinta milhões de dólares em atualização monetária em 2018. É o segmento de riqueza acima de indivíduos de patrimônio líquido muito alto (> cinco milhões de dólares) e indivíduos de alto patrimônio líquido (> um milhão de dólares). Embora constituam apenas 0,003% da população mundial (menos de 1 em 33.000), eles detêm 13% da riqueza total do mundo. Em 2017, havia 226.450 indivíduos designados como UHNWI, representando um aumento de 3,5%, com sua riqueza total combinada aumentando para 27 trilhões de dólares.

## Definições e classificação
Indivíduos com patrimônio líquido muito alto são definidos como tendo um patrimônio líquido de pelo menos trinta milhões de dólares em ativos investíveis líquidos de passivos (após dedução de investimentos residenciais e de paixão, como arte, aviões, iates e imóveis). Na última contagem, havia 211.275 indivíduos da UHNW no mundo, com um patrimônio líquido total combinado de 29,7 trilhões de dólares. Os bilionários são uma categoria especial de indivíduos da UHNW, com patrimônio líquido superior a um bilhão de dólares. Segundo o Censo dos Bilionários de 2014, havia 2.325 bilionários no mundo, com um patrimônio líquido combinado de 7,3 trilhões de dólares. Em 2014, esses indivíduos representavam pouco mais de 1% da população da UHNW no mundo e 24% da riqueza total da UHNW no mundo. O "World Ultra Wealth Report" de 27 de junho de 2017 analisou o estado da população mundial de patrimônio líquido muito alto (UHNW), ou aqueles com patrimônio líquido de trinta milhões de dólares ou mais. O número de indivíduos da UHNW cresceu globalmente 3,5%, para 226.450 indivíduos. Sua riqueza total combinada aumentou 1,5%, para 27 trilhões de dólares.